# Virgin Cola
Virgin cola var en sød læskedrik (sodavand), som har en rød-brunlig farve. 
Den engelske iværksætter Richard Branson stiftede Virgin cola i 1994. Flasken på drinken skulle være en efterligning på kropsfiguren af baywatch stjernen Pamela Anderson. Virgin Cola er en del af Virgindrinks, som er en del af Virgin ejet af Richard Branson. Virgin cola blev solgt på Virgin Atlantic flyrejser, Virgin trains (tog selskab), og i de følgende lande: England, Frankrig, Belgien og Sydafrika.